# Thaumastopeus nigritus
Thaumastopeus nigritus là một loài bọ cánh cứng thuộc họ Bọ hung và phân họ Cetoniinae.

## Phân loại
Loài này được mô tả lần đầu tiên vào năm 1792 bởi Josef Aloys Frölich dưới tên Cetonia nigrita. Loài này có hai phân loài:
- Thaumastopeus nigritus nigritus (Frölich, 1792)
- Thaumastopeus nigritus nigroaeneus (Waterhouse, 1841)

## Hình thái học
Một loài bọ cánh cứng có thân dài từ 27 đến 28 mm, khá dẹt và có đường viền thon dài. Bộ xương ngoài của toàn bộ cơ thể trần trụi, sáng bóng và có màu đen. Đầu có gốc môi dài, cắt sâu với các góc nhọn và bề mặt có đốm thô. Cạnh ngực trước có các dấu chấm nhỏ. Bề mặt cánh trước rất trơn và hơi nhăn ở hai bên và mặt trên. Trung thất có đáy hẹp, thu hẹp về phía trước. Ngực mảnh và cong.

## Phân bố
Một loài côn trùng thuộc khu vực sinh thái Indomalaya, phân bố từ miền nam Trung Quốc, lục địa Ấn Độ, Quần đảo Nicobar, Myanmar, Lào, Thái Lan, Malaysia, Philippines và Indonesia (bao gồm cả Java).